# Jurij Cziż (szermierz)
Jurіj Iwanowicz Cziż (ros. Юрій Иванович Чиж, ur. 18 sierpnia 1948 w Perwomajsku) – radziecki florecista, trzykrotny medalista mistrzostw świata.
Podczas mistrzostw świata w Göteborgu w 1973 roku wywalczył srebrny medal w turnieju indywidualnym. Na podium rozdzielił Francuza Christiana Noëla i Węgra Jenö Kamutiego. Na tej samej imprezie reprezentacja ZSRR w składzie: Wasyl Stankowycz, Władimir Dienisow, Jurij Cziż, Siergiej Isakow i Anatolij Kotieszew zdobyła złoty medal w zawodach drużynowych. Wspólnie z Aleksandrem Romankowem, Wasylem Stankowyczem i Władimirem Dienisowem zdobył również złoty medal na mistrzostwach świata w Grenoble rok później
Nigdy nie wziął udziału w igrzyskach olimpijskich.